# Арханђел Михаило
Арханђел Михаило (хебр. מיכאל Микха'ел — „ко је као Бог?“; арап. ميخائيل Михаил; грч. Μιχαήλ; лат. Michael) такође назван Свети Арханђел Михаило и Свети Михаило Архистратиг је арханђео у хришћанству, јудаизму и исламу. Он је Божји ратник. Најранији сачувани помени његовог имена налазе се у јеврејским делима из трећег и другог века пре нове ере, често, али не увек, апокалиптичним, где је он поглавар анђела и арханђела, и он је кнез чувар Израиља и одговоран је за бригу о народу Израиља. Хришћанство је сачувало скоро све јеврејске традиције које се тичу њега, и он се експлицитно помиње у Откровењу 12:7–12, где се бори са Сатаном, и у Јудиној посланици, где се арханђео и ђаво свађају око Мојсијевог тела.

## Стари завет и апокрифи
Књига пророка Еноха наводи га као једног од седам арханђела (преостала имена су Урил, Рагуил, Рафаил, Сихаил, Гаврило и Ремиел), који у Књизи о Тобиту „стоје спремни и улазе пред славу Господњу“. Чињеница да је Михаило представљен имплицира познавање њега и других именованих анђела. Поново се помиње у последњим поглављима Књиге пророка Данила, јеврејске апокалипсе састављене у другом веку пре нове ере, иако смештене у шести, у којој човек обучен у ланено (никада идентификован, али одговара опису датом Јовану у Откривењу у вези са Алфом и Омегом) говори Данилу да су он и „Михаил, твој кнез“ у борби са „кнезом Персије“, након чега ће се, на крају времена, „устати Михаило, велики кнез који штити твој народ“.
Енох је био кључан у успостављању истакнутог места Михаила међу анђелима или арханђелима, а у каснијим јеврејским делима се каже да је њихов поглавар, посредник у Тори (Божјем закону) и да стоји с десне стране Божјег престола. У традицијама кумранске заједнице, он брани или води Божји народ у есхатолошкој (тј. бици краја времена) бици. У другим списима, он је одговоран за бригу о Израелу (и може бити „онај као син човечији“ поменут у Данилу 7:13–14) и командант небеских војски; он је Израелов заступник који оспорава Сатанино право на Мојсијево тело; он посредује између Бога и човечанства и служи као Првосвештеник у небеском светилишту; прати душе праведника мртвих до Раја.

## Нови завет
Седам арханђела (или четири, како се предања разликују, али увек укључују Михаила) били су повезани са гранама меноре, светог седмокраког свећњака у Храму као седам духова пред Божјим престолом, а то се огледа у Књизи Откривења 4:5 („Од престола излазише муње, тутњава и грмљавина, а пред престолом гореше седам огњених бакљи, које су седам духова Божијих“ – ESV). Михаило се експлицитно помиње у Откровењу 12:7–12, где се бори са Сатаном и избацује га из неба тако да више нема приступ Богу као тужилац (његова формална улога у Старом завету). Пад Сатане по Исусовом доласку означава одвајање Новог завета од јудаизма. У Јеванђељу по Луки 22:31, Исус каже Петру да је Сатана тражио од Бога дозволу да „просеја“ ученике, с циљем да их оптужи, али Исус се противи оптужби, који тако преузима улогу коју играју анђели, а посебно Михаило, у јудаизму.
Михаило се помиње по имену други пут у Јудиној посланици, која је страствени апел верницима да се укључе у борбу против најезде заблуде. У стиховима 9–10, аутор осуђује јеретике супротстављајући их арханђелу Михаилу, који, расправљајући се са Сатаном око Мојсијевог тела, „није се усудио да изрече пресуду 'клевете', већ је рекао: 'Господ вас казнио!'“

## Хришћанско виђење
Сматра се заповедником небеске војске. Помиње се у Старом завету. Хришћанство га сматра заштитником Саборне цркве и првим од седам арханђела, као и победника Луцифера и Сатане. Због тога се у уметности увек представља у римском оклопу са подигнутим мачем или копљем како прети неком демону или змају. Он се сматра чуварем вере православне и борцем против јереси.
Арханђел Михаило се јављао на местима на којима се јављала и Богородица, тако да представља небеску силу и заштиту на земљи. Арханђел Михаило је представљен како у својој десној руци држи копље којим потире Луцифера, а у левој палмову гранчицу. Арханђел Михаило се у српским домовима слави као Аранђеловдан и по броју свечара је трећа слава у Србији, после Никољдана и Ђурђевдана. У неким крајевима Србије се слави и као заштитник сточара јер се верује да само он може отерати вукове. Многа су народна веровања ο овом анђелу. Кажу да он обилази све болеснике и ако стане код ногу - није добро, а ако је код главе - болесник ће оздравити. Сматра се да долази и узима људске душе, кад је коме куцнуо час. Арханђел Михаило је заштитник лозе Немањића. Занимљиво је да се на Аранђеловдан 1960. године родио, наговештавајући самим даном рођења арханђелску ватреност у служби и љубави према Богу, преподобноновомученик Харитон Црноречки. Манастир Црна Река и манастир Светих архангела код Призрена, у којима је монаховао, посвећени су Светим арханђелима Михаилу и Гаврилу. Замонашен је 1998. године, а то је било прво монашење у манастиру Светих архангела после 550 година. Аранђеловдан је слава манастира Грабовац. Бомбардовање аеродрома Удбина десило се нa Аранђеловдан 1994. године када је авијација НАТО-а из база у Италији на захтев УНПРОФОР-а бомбардовала аеродром Удбина у тадашњој Републици Српској Крајини. Породица Светог Јована Шангајског прослављала је Светог архангела Михаила по коме је он и добио име на крштењу. Умро је 1999. године на дан Светог арханђела Михаила свети српски старац Гаврило Антонијевић.
Хришћани Михаила сматрају за свеца, према Библији, када се Луцифер побунио против Бога, и почео да окупља своју војску, Михаило је био први који је стао против Луцифера и рекао: „Ко је као Бог?”, потом је уследио „Небески рат”, између анђела, предвођеним Михаилом, и демонима, предвођеним Луцифером. У овом рату су победу однели Анђели, а ђаволи заједно са Луцифером протерани су у вечни пакао. Православци славе славу по имену Аранђеловдан, православни дан посвећен њему.

## Исламско виђење
У исламу, Михаило се зове Микаил. Куран спомиње Микаила у сури Ел-Бекара, што би се код нас превело као „Крава”. Микаил се спомиње заједно са Гаврилом (Џибрилом).
| „ | Ко год да је непријатељ Алаху и његовим мелецима, Џибрилу и Микаилу - Алах је непријатељ и њима. | ” |

У сунитском исламу, Микаил ће бити послат на земљу од стране Алаха да истреби све лоше људе и невернике. Према сунитском веровању, Микаил ће бити тај који ће поразити сво зло на овом свету, а Алах ће му заузврат, дати вечни џенет и место поред њега.

## Јудаизам
Према рабинској традицији, Михаило је деловао као заступник Израела и понекад је морао да се бори са кнезовима других народа (Данило 10:13), а посебно са анђелом Самаилом, тужиоцем Израела. Њихово непријатељство датира од времена када је Самаил збачен са неба и покушао да повуче Михаила са собом, што је захтевало Божју интервенцију.
Идеја да је Михаило био заступник Јевреја постала је толико распрострањена да је, упркос рабинској забрани обраћања анђелима као посредницима између Бога и његовог народа, он заузео место у јеврејској литургији: „Када је човек у потреби, мора се молити директно Богу, а не Михаилу ни Гаврилу.“ Јеремија му упућује молитву.
Рабини тврде да је Михаило ступио у улогу браниоца у време библијских патријараха. Рабин Елиезер бен Јаков је рекао да је спасао Аврама из пећи у коју га је бацио Нимрод (Мидраш Постање Раба xliv. 16). Неки кажу да је он био „онај који је побегао“ (Постање 14:13), који је рекао Авраму да је Лот заробљен (Мидраш Пирке Р. Ел.) и који је заштитио Сару од оскрнављења од стране Авимелеха.
Михаило је спречио Исака да га његов отац жртвује тако што је уместо њега ставио овна. Спасио је Јакова, још док је био у мајчиној утроби, од смрти коју је изазваo Самаил. Касније је спречио Лавана да науди Јакову. (Пирке Де-Раби Елиезер, xxxvi).
Мидраш Егзодус Раба тврди да је Михаило вршио своју функцију заступника Израела у време Егзодуса и уништио Сенахерибову војску.